# Бялоскури
Бялоскури (пол. Białoskóry; укр. Білошкури) — село в Польщі, у гміні Грубешів Грубешівського повіту Люблінського воєводства.
Населення — 50 осіб (2011).
У 1975—1998 роках село належало до Замойського воєводства.

## Демографія
Демографічна структура станом на 31 березня 2011 року:
|          | Загалом | Допрацездатний вік | Працездатний вік | Постпрацездатний вік |
| -------- | ------- | ------------------ | ---------------- | -------------------- |
| Чоловіки | 26      | 5                  | 16               | 5                    |
| Жінки    | 24      | 3                  | 11               | 10                   |
| Разом    | 50      | 8                  | 27               | 15                   |